# Neoseiulella manukae
Neoseiulella manukae är en spindeldjursart som först beskrevs av Elsie Collyer 1964.  Neoseiulella manukae ingår i släktet Neoseiulella och familjen Phytoseiidae. Inga underarter finns listade i Catalogue of Life.